# Josef Hanzal
Josef Hanzal (11. března 1934, Radhostice – 25. června 2002, Praha) byl český historik, archivář a zabýval se též publicistickou činností. Ve své badatelské činnosti se specializoval především na české dějiny od 17. do 20. století.

## Život
Josef Hanzal se narodil v Radhosticích na Prachaticku v rodině drobného zemědělce. Vystudoval gymnázium v Plané u Mariánských Lázní, kde maturoval v roce 1953. Po absolvování filosofické fakulty UK nastoupil do Libochovic jako archivář do zemědělsko-lesnického oddělení Státního archivu v Litoměřicích, kde pracoval zde do roku 1962. Poté přešel do Archivu Univerzity Karlovy v Praze. V tomto archivu a v Historickém klubu, jehož jednatelem byl od roku 1965, pracoval až do jeho úřední likvidace na počátku 70. let. Na počátku 70. let 20. století přišel Josef Hanzal vlivem nastupující normalizace o zaměstnání, a pracoval poté v Kabinetu Zdeňka Nejedlého při Ústavu pro českou a světovou literaturu ČSAV. Tam setrval až do roku 1986, kdy byl po zásahu tehdejších orgánů zbaven místa. Jeho dalším působištěm se stal archiv Národní galerie v Praze, odkud po listopadové revoluci přešel v roce 1990 do Historického ústavu ČSAV (později AV ČR), kde působil jako vědecký pracovník až do své náhlé smrti v roce 2002.
V mladších letech se zabýval především dějinami 17.-18. století, v pozdějších letech to byla problematika 19.-20. století, zvláště otázky historiografie. Podílel se na činnosti řady organizací sdružujících historiky. Byl členem historického klubu a dalších historických spolků jako Matice česká, Masarykova společnost a Pekařova společnost – Český Ráj.

## Dílo
- Antonín Švehla, H & H, 1993.
- Cesty české historiografie 1945-1989, Karolinum, 1999.
- Edvard Beneš, Mladá fronta, 1994, 51 s.
- Josef Pekař - život a dílo, Karolinum, 2002.
- Od baroka k romantismu, Academia, 1987.